# Tame (Kolumbia)
Tame – miasto w Kolumbii, w departamencie Arauca.